# Полянский, Даниил Сергеевич
Дани́ил Серге́евич Поля́нский (род. 18 февраля 2001, Белгород) — российский футболист, вратарь армянского клуба «Пюник».

## Биография
Родился в Белгороде.
Воспитанник академии «Чертаново». В начале 2018 года перешёл в шебекинскую академию «Энергомаш».
15 июля 2019 года подписал контракт с клубом «Салют».
3 февраля 2020 года перешёл в любительский клуб «Волна».
26 июля 2020 года присоединился к армянскому клубу «Нораванк». 16 августа 2020 года в матче Первой лиги против ереванского ЦСКА дебютировал в профессиональном футболе.
В сезоне 2020/21 с клубом стал бронзовым призёром Первой лиги и вышел в Премьер-лигу.
1 августа 2021 года сыграл дебютный матч в чемпионате Армении против «Урарту».
28 февраля 2022 года пополнил состав клуба «Чита». 3 апреля 2022 года дебютировал во Второй лиге в матче против клуба «Знамя Труда».
20 июня 2022 года подписал контракт с «Форте».
7 июля 2023 года присоединился к клубу «Новосибирск». По итогам сезона 2023/24 стал бронзовым призёром Второй лиги (дивизион «А»), однако по итогам стыковых матчей команда уступила «Ротору» и не получил повышение в классе.
30 июля 2024 года перешёл в «Ван».
13 марта 2025 года на правах свободного агента перешёл в дзержинский «Арсенал».
20 июня 2025 года подписал контракт с клубом «Пюник».

## Статистика выступлений
| Выступление      | Выступление       | Выступление      | Лига | Лига | Кубки | Кубки | Еврокубки | Еврокубки | Стыковые матчи | Стыковые матчи | Итого | Итого |
| Клуб             | Лига              | Сезон            | Игры | Голы | Игры  | Голы  | Игры      | Голы      | Игры           | Голы           | Игры  | Голы  |
| ---------------- | ----------------- | ---------------- | ---- | ---- | ----- | ----- | --------- | --------- | -------------- | -------------- | ----- | ----- |
| Нораванк         | Первая лига       | 2020/21          | 17   | −20  | 2     | −2    | —         | —         | —              | —              | 19    | -22   |
| Нораванк         | АПЛ               | 2021/22          | 11   | −18  | 1     | −1    | —         | —         | —              | —              | 12    | -19   |
| Нораванк         | Итого             | Итого            | 28   | −38  | 3     | −3    | —         | —         | —              | —              | 31    | -41   |
| Чита             | Второй дивизион   | 2021/22          | 9    | −16  | 0     | 0     | —         | —         | —              | —              | 9     | -16   |
| Чита             | Итого             | Итого            | 9    | −16  | 0     | 0     | —         | —         | —              | —              | 9     | -16   |
| Форте            | Вторая лига       | 2022/23          | 6    | −6   | 0     | 0     | —         | —         | —              | —              | 6     | -6    |
| Форте            | Итого             | Итого            | 6    | −6   | 0     | 0     | —         | —         | —              | —              | 6     | -6    |
| Новосибирск      | Вторая лига («А») | 2023/24          | 1    | −1   | 1     | −3    | —         | —         | 0              | 0              | 2     | -4    |
| Новосибирск      | Итого             | Итого            | 1    | −1   | 1     | −3    | —         | —         | 0              | 0              | 2     | -4    |
| Ван              | АПЛ               | 2024/25          | 17   | −21  | 2     | 0     | —         | —         | —              | —              | 19    | -21   |
| Ван              | Итого             | Итого            | 17   | −21  | 2     | 0     | —         | —         | —              | —              | 19    | -21   |
| Всего за карьеру | Всего за карьеру  | Всего за карьеру | 61   | −82  | 6     | −6    | —         | —         | 0              | 0              | 67    | -88   |

## Достижения
«Нораванк»
- Бронзовый призёр Первой лиги: 2020/21[англ.]

«Новосибирск»
- Бронзовый призёр Второй лиги (дивизион «А»): 2023/24